# Timalie coiffée
Timalia pileata
Genre
Espèce
Statut de conservation UICN

 LC  : Préoccupation mineure
La Timalie coiffée (Timalia pileata) est une espèce de passereaux appartenant à la famille des Timaliidae. On l'appelle aussi Timalie à calotte rousse ou Timalie à tête rousse. C'est la seule espèce du genre Timalia.

## Description
La timalie coiffée a une taille de 16-17 cm de la tête à la queue. 

## Répartition  et habitat

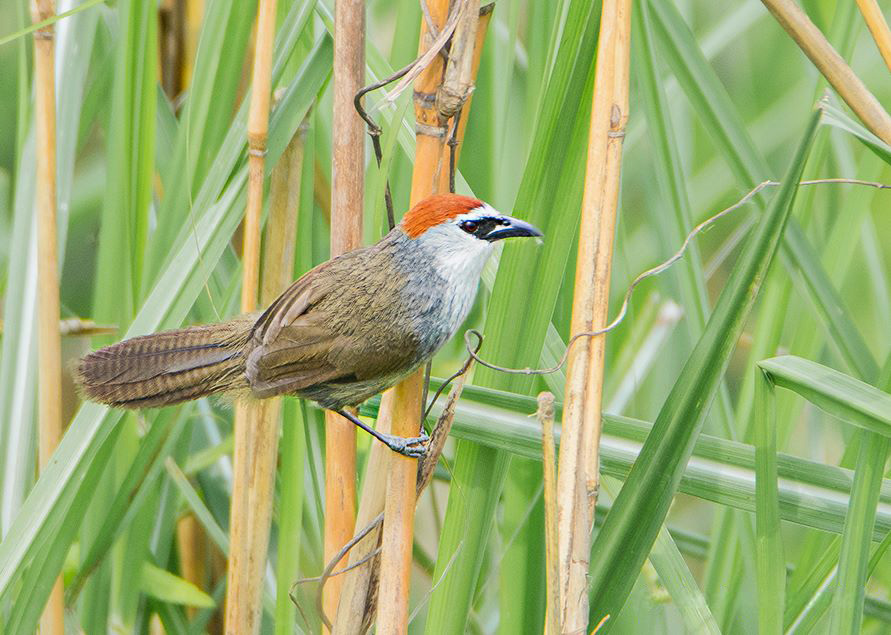
Timalie coiffée, Assam, Inde

Son aire s'étend du Népal à travers l'Indochine et l'ouest de Java.
Elle fréquente les roselières, de fourrés (notamment de bambou) et de prairies humides.
C'est un oiseau insectivore que l'on trouve dans les fourrés au bord de l'eau.

## Liste des sous-espèces
D'après le Congrès ornithologique international, cette espèce est constituée des six sous-espèces suivantes :
- Timalia pileata bengalensis Godwin-Austen, 1872 — est de l'Himalaya
- Timalia pileata smithi Deignan, 1955 — sud de la Chine et nord de l'Indochine
- Timalia pileata intermedia Kinnear, 1924 — Birmanie & ouest de la Thaïlande
- Timalia pileata patriciae Deignan, 1955 — sud-ouest de la Thaïlande
- Timalia pileata dictator Kinnear, 1930 — sud de l'Indochine
- Timalia pileata pileata Horsfield, 1821 — ouest de Java